# Biblioteca Walton-DeFuniak
La biblioteca Walton-DeFuniak es una biblioteca histórica situada en Circle Drive 3, en DeFuniak Springs, condado de Walton, Florida, en los Estados Unidos. Inaugurado en 1887, es la biblioteca más antigua en el estado. En 1989, la biblioteca fue incluida en la Guía de Arquitectura Histórica de la Florida, publicada por la Universidad de Florida.

## Historia
Después de que la asociación Chautauqua (un movimiento estudiantil) tuvo su primera sesión en DeFuniak Springs, los lugareños dieron cuenta de que era necesario contar con recursos para la biblioteca. Se sabe que una mujer invirtió $ 580 dólares en 1886-7 para construir la biblioteca. Ésta abrió a finales de 1887. El nombre fue cambiado en 1975 a la biblioteca de Walton-DeFuniak.
La biblioteca es también el hogar de una colección de armas y armaduras pertenecientes originalmente por el profesor Bruce Palmer College Kenneth. Cuando el colegio se cerró en la década de 1930, la ciudad se convirtió en el receptor de la colección, que más tarde se dio a la biblioteca. Un gran número de las armas son europeas y de la época de las Cruzadas. También hay otros de Oriente, así como mosquetes de Kentucky del siglo XVIII.